# آنرژی
آنرژی به آن بخشی از انرژی گفته می‌شود که به مصرف مفید نمی‌رسد. گرمای خروجی از اگزوز خودرو یا دودکش بخاری مانندهایی از آنرژی‌اند. بخش مفید انرژی اکسرژی نام دارد.
فرمول ساده: انرژی = اکسرژی + آنرژی.